# Pachycondyla christmasi
Pachycondyla christmasi är en myrart som först beskrevs av Horace Donisthorpe 1935.  Pachycondyla christmasi ingår i släktet Pachycondyla och familjen myror. Inga underarter finns listade i Catalogue of Life.